# 湖公園 (印第安納州)
湖公園（英語：Lake Park）是位於美國印地安納州拉波特縣的一個非建制地區。該地的面積和人口皆未知。